# Distenia esmeralda
Distenia esmeralda är en skalbaggsart som beskrevs av Jean François Villiers 1959. Distenia esmeralda ingår i släktet Distenia och familjen långhorningar.
Artens utbredningsområde är Guyana. Inga underarter finns listade i Catalogue of Life.